# Erika Mottl
Erika Mottl (* 10. März 1942 in Wien) ist eine österreichische Schauspielerin.

## Leben
Erika Mottl wuchs in Niederösterreich auf und übersiedelte mit ihrer Mutter nach Wien, die dort einen Geschirrladen betrieb. Der Vater überlebte den Zweiten Weltkrieg nicht. Nach der Matura in Wien und ihrer Tanz-, Gesangs- und Schauspielausbildung debütierte sie im Jahr 1963 am Wiener Volkstheater, wo sie anfangs einen Einjahresvertrag erhielt und dann von 1966 bis 2005 engagiert war, im Henrik-Ibsen-Stück Die Wildente in der Rolle der Hedwig.
Von Hubert Gaisbauer wurden Wolfgang Hübsch und sie in den 1960ern noch vor dem Start von Ö3 zum Radio geholt, um die Sendung Hallo, Teenager! flotter zu machen. Mottl gehörte zu den ersten Musicbox-Sprechern auf Ö3 und war gemeinsam mit Hübsch Sprecherin in der Ö3-Sendung Entre nous (1967–1969) von Alfred Komarek und Rudolf Weilhartner.
Sie war jahrelang bei den Festspielen Gutenstein mit dabei.
Erika Mottl war ab 1970 bis zu dessen Tod mit dem Schauspieler Herwig Seeböck verheiratet, mit dem sie gemeinsam das „Seeböck-Ensemble“ gegründet und die Kinder Ida und Jakob Seeböck großgezogen hat.

## Filmografie

### Filme
- 1998: Hinterholz 8
- 2002: Poppitz – So lustig kann nur Urlaub sein
- 2003: MA 2412 – Die Staatsdiener
- 2003: Twinni
- 2008: Darum

### Fernsehen
- 1972: Briefe von gestern
- 1975: Maghrebinische Geschichten
- 1995: Schade um Papa (Serie)
- 1998: MA 2412, Folge 32 – Totalschaden
- 1999: Die Jahrhundertrevue
- 2005: Novotny & Maroudi – Zahngötter in Weiß (5 Folgen der Serie)
- 2013: Paul Kemp – Alles kein Problem (Fernsehserie, ORF/ARD)
- 2018: Tatort: Die Faust
- 2021: Vienna Blood – Vor der Dunkelheit (Fernsehreihe)
- 2023: Schnell ermittelt, Folge 70 – Therese Hasenauer-Kralik
- 2024: Kopftuchmafia – Ein Stinatz-Krimi (Fernsehreihe)
- 2025: Uhudler-Verschwörung – Ein Stinatz-Krimi (Fernsehreihe)

## Auszeichnungen
- 1980/81 und 1998/99 Karl-Skraup-Preis: Bester Nachwuchs bzw. beste Nebenrolle